# Rhabdophis adleri
Espèce
Statut de conservation UICN

 LC  : Préoccupation mineure
Rhabdophis adleri est une espèce de serpents de la famille des Natricidae. 

## Répartition
Cette espèce est endémique du Hainan en République populaire de Chine,. Elle se rencontre entre Modèle:Fortmatnum:82 et 1 000 m d'altitude.

## Description
L'holotype de Rhabdophis adleri, un mâle adulte, mesure 790 mm dont 195 mm pour la queue. Cette espèce a le dos vert olive et la face ventrale jaune pâle. Une marque claire en forme de V inversé est présente au niveau de sa nuque.

## Étymologie
Cette espèce est nommée en l'honneur de Kraig Adler de l'université Cornell, dans l’État de New-York, pour sa contribution à l'étude des amphibiens et reptile de Chine et pour son aide dans la rédaction du livre Herpetology of China

## Publication originale
- Zhao, 1997 : A new species of Rhabdophis (Serpentes: Colubridae) from Hainan Island, China. Asiatic Herpetological Research, vol. 7, p. 166-169 (texte intégral).